# Mam wam coś ważnego do powiedzenia
Mam wam coś ważnego do powiedzenia tyt. oryg. Имам нешто важно да вам кажем – czarnogórski film z roku 2005 w reżyserii Željko Sošicia.

## Opis fabuły
Debiut reżyserski Željko Sošicia. Akcja filmu rozgrywa się współcześnie, w Podgoricy.

## Obsada
- Bojan Marović jako Balsa
- Dragan Nikolić jako profesor
- Natasa Ninković jako matka
- Branimir Popović jako ojciec
- Dejan Ivanić jako Desan
- Marina Savić jako Tina
- Milan Gutović jako dyrektor
- Varja Đukić